# Njurunda SK
Der Njurunda SK ist ein 1971 gegründeter schwedischer Eishockeyklub aus Njurunda. Die Mannschaft spielt in der Division 2.

## Geschichte
Der Verein wurde 1971 gegründet. Der Verein spielte seit der Saison 1999/2000 regelmäßig in der drittklassigen Division 1. Inzwischen ist sie in die Division 2 abgestiegen. Die beiden NHL-Spieler Fredrik Modin und Henrik Zetterberg stammen aus der Nachwuchsabteilung des Vereins.